# Art des Omeyyades de Cordoue
L'Art omeyyade de Cordoue s'est développé en Al-andalus du VIIIe au Xe siècle. La forêt d'arcs et de colonnades de la Grande mosquée de Cordoue illustre sa monumentalité, à l'opposé de l'art nasride, plus tardif et plus ornemental.
Installée en al-Andalus (l'Espagne mauresque), cette dynastie descend de celle des grands Omeyyades de Syrie, qui fut décimée au VIIIe siècle. Elle fut remplacée après sa chute par différents royaumes autonomes : les Reyes de Taifas (1031-1091), mais la production artistique ne différa pas fondamentalement après ce changement politique.

## Architecture et urbanisme
L'architecture se caractérise par l'emploi de l'arc outrepassé d'origine wisigothique, en forme de fer à cheval, avec des claveaux de couleurs alternées. Les arcs polylobés sont également très employés plus tardivement et constituent un déploiement et une complexification de ces arcs. Dans les constructions religieuses, le mihrab est souvent traité comme une petite pièce à part entière. Le décor architectural consiste à la fois en stuc taillé et en mosaïque à fond d'or, qui relèvent de l’influence byzantine. Il existe une indéniable influence de l'architecture wisigothe, qui puise elle-même ses sources dans l’architecture romaine tardive d'Espagne, et entretien de nombreuses similitudes avec l'architecture byzantine ou encore mérovingienne, les Wisigoths d'Espagne avaient en effet développé une architecture chrétienne, dont il ne reste que de rares et pâles vestiges ne permettant pas la comparaison, avant l'arrivée de l'Islam (elle avait continué à survivre dans certaines provinces du Nord du pays), qui semble la principale source de l'inspiration de l'art des Omeyyades d'Espagne. L'écriture kufique (angulaire) est extrêmement employée.

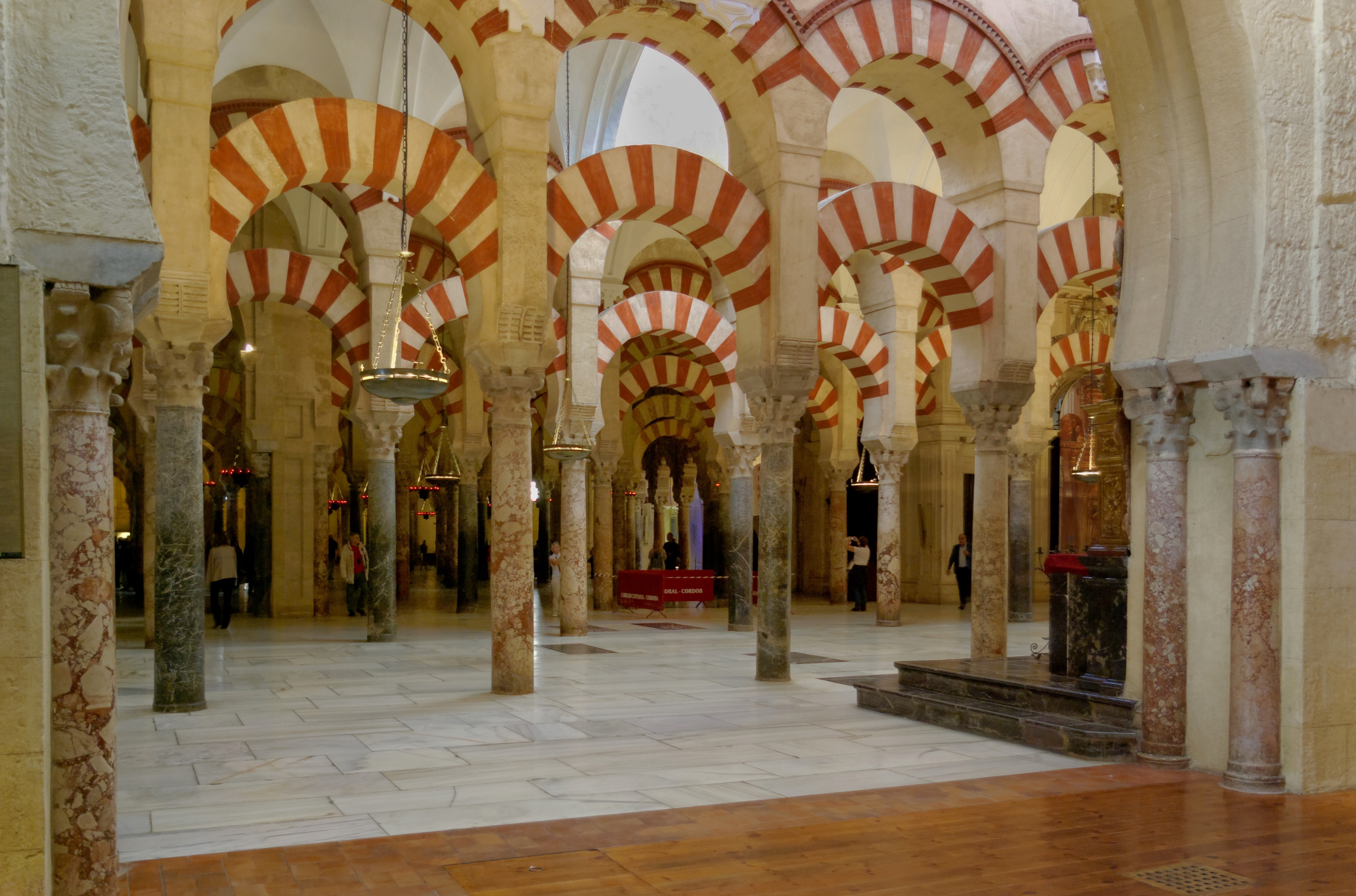
Intérieur de colonnades de la Grande mosquée

Le monument phare de cette période est, sans conteste, la Grande mosquée de Cordoue, bâtiment d'une grande complexité car il fut successivement agrandi par quatre califes différents. Ce chef-d'œuvre de l'art islamique étonne par la légèreté de ses deux arcades superposées, et ses proportions gigantesques : plus de 1,5 ha ! Les plus anciennes parties de cette mosquée s'inspirent probablement en grande partie d’éléments architecturaux de l'ancienne basilique wisigothique Saint-Vincent qui occupait l'emplacement avant la mosquée, et qui fut peu à peu transformée en mosquée, notamment pour le principe des arcs outrepassés en rangs alternés de brique et pierre. Les agrandissements plus tardifs font évoluer ce style et le complexifie pour acquérir une identité esthétique propre de plus en plus affirmée. Les multiples colonnes de marbre sont des spolia issus des anciens monuments romains et wisigothiques de la ville et probablement en grande partie de l'ancienne basilique. Son mihrab est conçu comme une pièce, il est revêtu d'entrelats végétaux et d'inscriptions kufiques en mosaïque de verre sur fond d'or réalisés par des artisans byzantins tout comme l'élégant dôme de cette mosquée, cette influence des artistes byzantins était déjà omniprésente pour la Grande Mosquée des Omeyyades de Damas en Syrie et caractérise de manière générale l'art des premiers siècles de l'Islam. De la grande mosquée de Damas, la mosquée de Cordoue tire également son plan général, avec une grande cour et une salle de prière plus étalée en largeur qu'en longueur, disposition qui s'est révélée plus adaptée que les basiliques chrétiennes pour la liturgie islamique.
D'autres lieux sont également importants dans l'architecture des Omayyades d'Espagne : ainsi, Madinat al-Zahra, une ville califale créée ex nihilo, dont subsiste aujourd'hui la salle du trône, avec des colonnes alternées roses et bleues et des fontaines. On y a retrouvé aussi d'impressionnantes rondes bosses de bronze, dont nous reparlerons un peu plus loin.
La mosquée Bab Mardum à Tolède, datable vers 1000 est un petit édifice de brique et de pierres alternées, au plan particulier : il ne comporte qu'une seule pièce sans cour, divisée en trois à la fois dans les sens de la longueur et de la largeur. Une belle frise d'inscription kufique en brique surmonte un décor d'arcs outrepassés qui se chevauchent. La mosquée d'Almonaster la Real (Huelva), légèrement antérieure, présente un plan similaire à celui des mosquées omeyyades. L'espace y est divisé entre la cour des ablutions et la salle de prière. Cette dernière s'organise en cinq nefs, dont les arcs outrepassés d'origine ont été modifiés par la suite.
Plus au nord, le Palais de la Aljafería à Saragosse est un exemple de la typologie palatiale omeyyade développée par l'architecture des royaumes de Taïfa.

## Objets

### Céramique
On retrouve les techniques Abbassides : faïence et lustre. La céramique verte et manganèse est néanmoins emblématique des Omeyyades où les couleurs sont utilisées avec des objectifs symboliques. Cette époque voit aussi le développement de la céramique de corde sèche.

### Métal
On connaît surtout, en ce qui concerne le travail du métal, les grandes rondes bosses provenant de Madinat al-Zahra. Il s'agit en réalité de bouches de fontaines, l'eau s'échappant par la bouche des animaux représentés (un cerf et une biche sont conservés), aux formes extrêmement géométrisées. Des motifs décoratifs incisés ornent toute la surface du métal.

### Ivoire
L'ivoirerie quant à elle se retrouve essentiellement dans la production de cassettes rectangulaires et autres boîtes. Ici l'infuence est essentiellement issue de l'art byzantin. L'objet le plus remarquable est indubitablement la pyxide d'al-Mughira, conservée au Musée du Louvre et datée de 968. Cette boîte ronde taillée dans une seule défense d'éléphant est entièrement sculptée de scènes animées à l'iconographie énigmatique : scènes de musique et scènes de trône participent d'une iconographie courante, mais on trouve aussi des personnages cueillant des dattes, des combats d'animaux et de personnages. Selon un certain nombre de spécialistes, il faudrait lire cette merveille de l'art islamique comme une allégorie du pouvoir. Ainsi le coffret de Leyre a été un cadeau au fils d'almanzor, et le décor mêle scènes de chasse et représentations d'Allah.

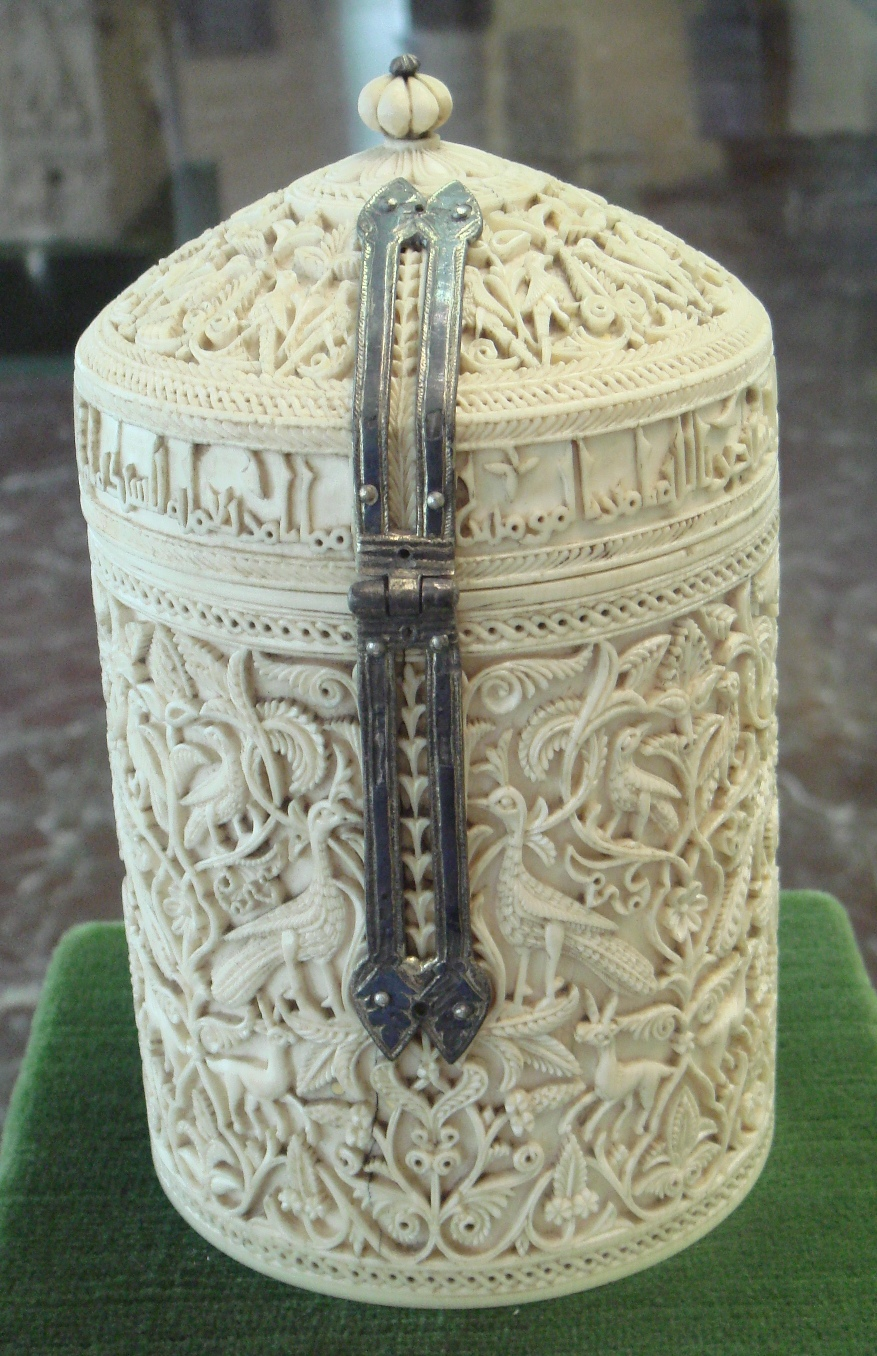
Pyxide de Zamora
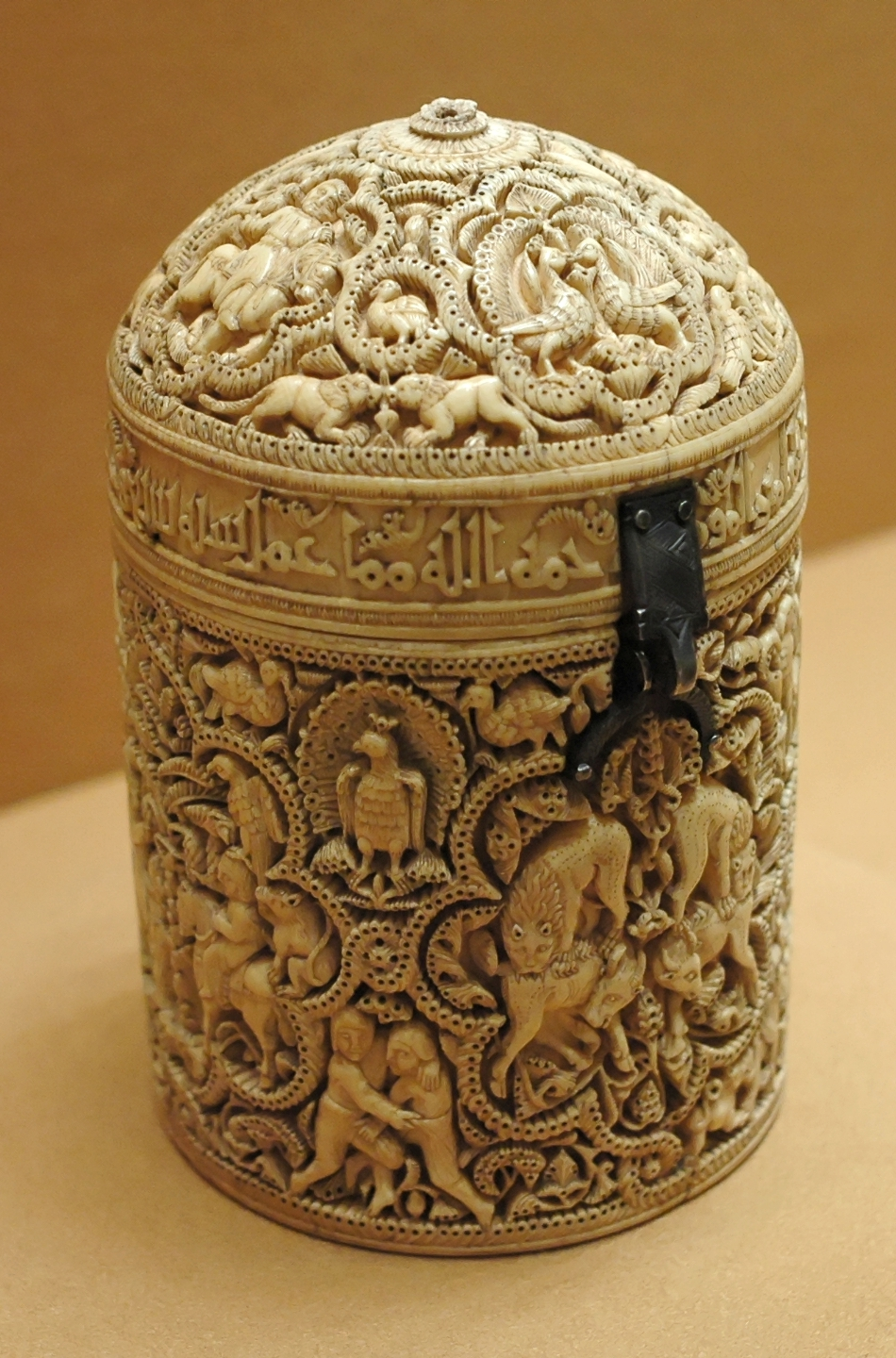
Pyxide d'al-Mughira
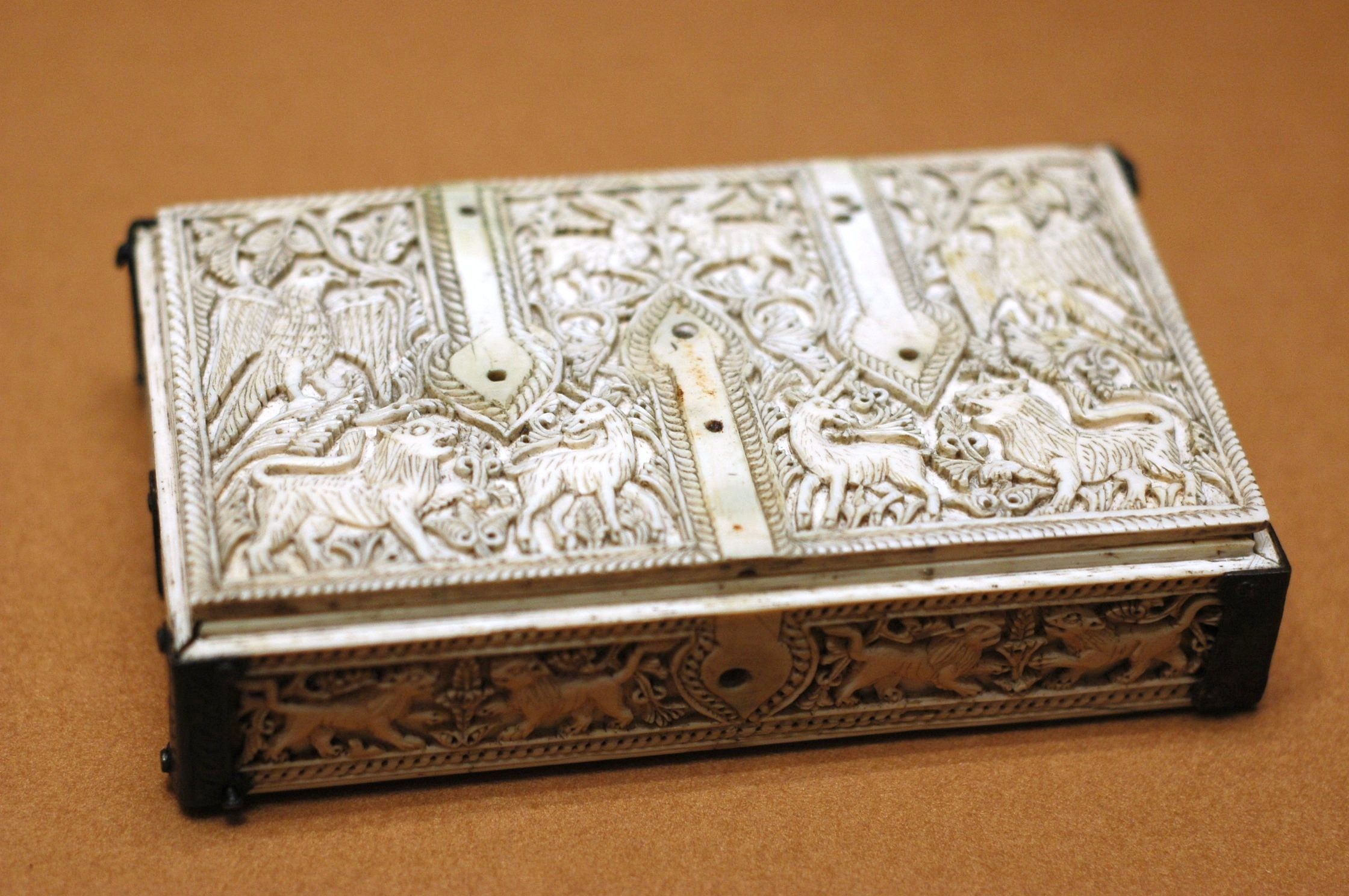
Cassette plate en ivoire provenant de Cuenca, Louvre
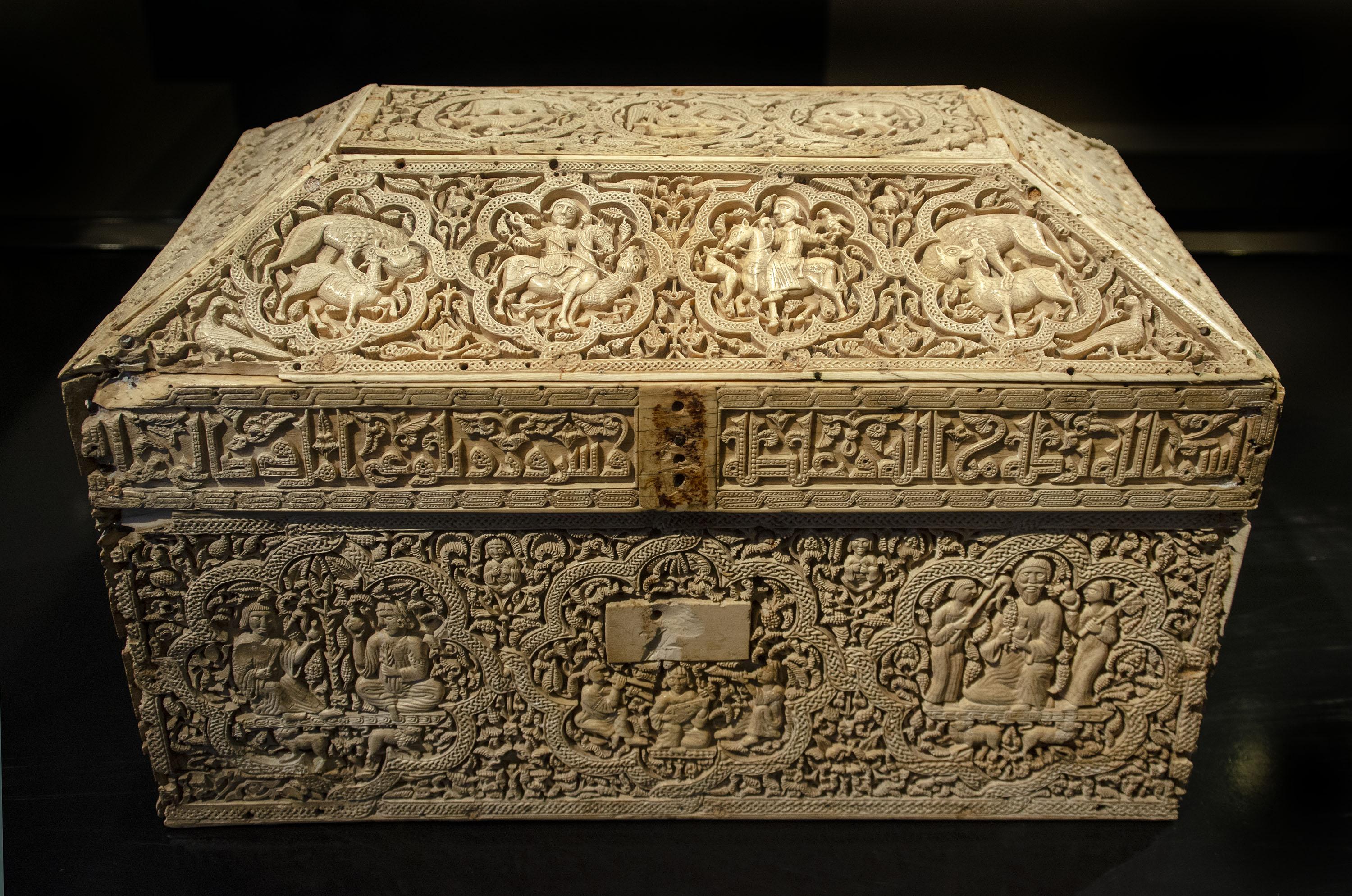
Coffret de Leyre

### Bois
Un autre médium couramment utilisé est le bois, qui sert souvent pour les minbars et pouvait être peint.

### Tissus
Le tissu était également très utilisé notamment dans les tiraz, les ateliers royaux, mais cette production est difficile à cerner du fait du manque d'œuvres conservées.